# António Vieira
António Vieira (ur. 6 lutego 1608 w Lizbonie, zm. 18 lipca 1697 w Bahia) – jezuicki mówca, pisarz i obrońca praw człowieka.

## Życiorys
W 1614 jako dziecko przybył z rodzicami do Brazylii. Ukończył kolegium jezuickie w Bahia (Salvador). W 1623 roku wstąpił do zakonu jezuitów, a w 1635 otrzymał święcenia kapłańskie. Posiadł znajomość języków Indian i niewolników. W 1641 roku był delegatem wysłanym do Lizbony, gdzie złożył hołd królowi Janowi IV. Monarcha uczynił go wówczas dworskim kapelanem, nauczycielem następcy tronu oraz powołał go do rady królewskiej. W 1641 Vieira został wysłany z poselstwem do Hagi, gdzie zawarto 10-letni rozejm z Holandią w Brazylii. Był również posłem we Francji i Włoszech. Publicznie potępiał prześladowania żydowskich konwertytów, co przysporzyło mu wielu wrogów. W 1654 roku za jego staraniem wydano dekret zakazujący niewolenia Indian oraz przekazanie opieki nad nimi jezuitom. W latach 1665–1671 był misjonarzem w delcie Amazonki. W 1671 roku zamieszkał w Rzymie, gdzie przez sześć lat był spowiednikiem Krystyny Szwedzkiej i członkiem jej akademii literackiej. W 1681 roku powrócił do Bahia i tam zmarł.

## Twórczość
- Sermões (Kazania), Lizbona 1679–1748 (15 t.)
- História do futuro (Historia przyszłości), Lizbona 1718
- Cartas (Listy), Lizbona 1735–46 (3 t.)
- Notícias recônditas do modo de proceder a inquisição de Portugal com os seus presos (Ukrywane wiadomości o sposobie postępowania portugalskiej inkwizycji ze swoimi więźniami), Lizbona 1821
- dawniej przypisywano mu także Arte de furtar (Sztuka kradzenia)

## Literatura
- Luiz Cabral, Vieira: biographie, caractère, éloquence, Paryż 1900
- Luiz Cabral, Vieira pregador, Oporto 1901
- Ewa Łukaszyk, O tempo, a transgressão e o conhecimento na História do futuro do padre António Vieira, [w:] "Romanica Cracoviensia", nr 4 (2004), s. 83-93.

## Tłumaczenia na język Polski
- Antonio Vieira, Złotousty Portugalii. wybór kazań (tłum. o. Atanazy Maria Wojtal), wyd. Rosa Mystica, Wrocław 2023